# Strix varia
L'allocco barrato (Strix varia Barton, 1799) è un uccello rapace notturno appartenente alla famiglia degli Strigidae. È originario dell'America settentrionale.

## Sistematica
L'allocco barrato ha 4 sottospecie:
- Strix varia varia
- Strix varia georgica
- Strix varia helveola
- Strix varia sartorii

## Aspetti morfologici

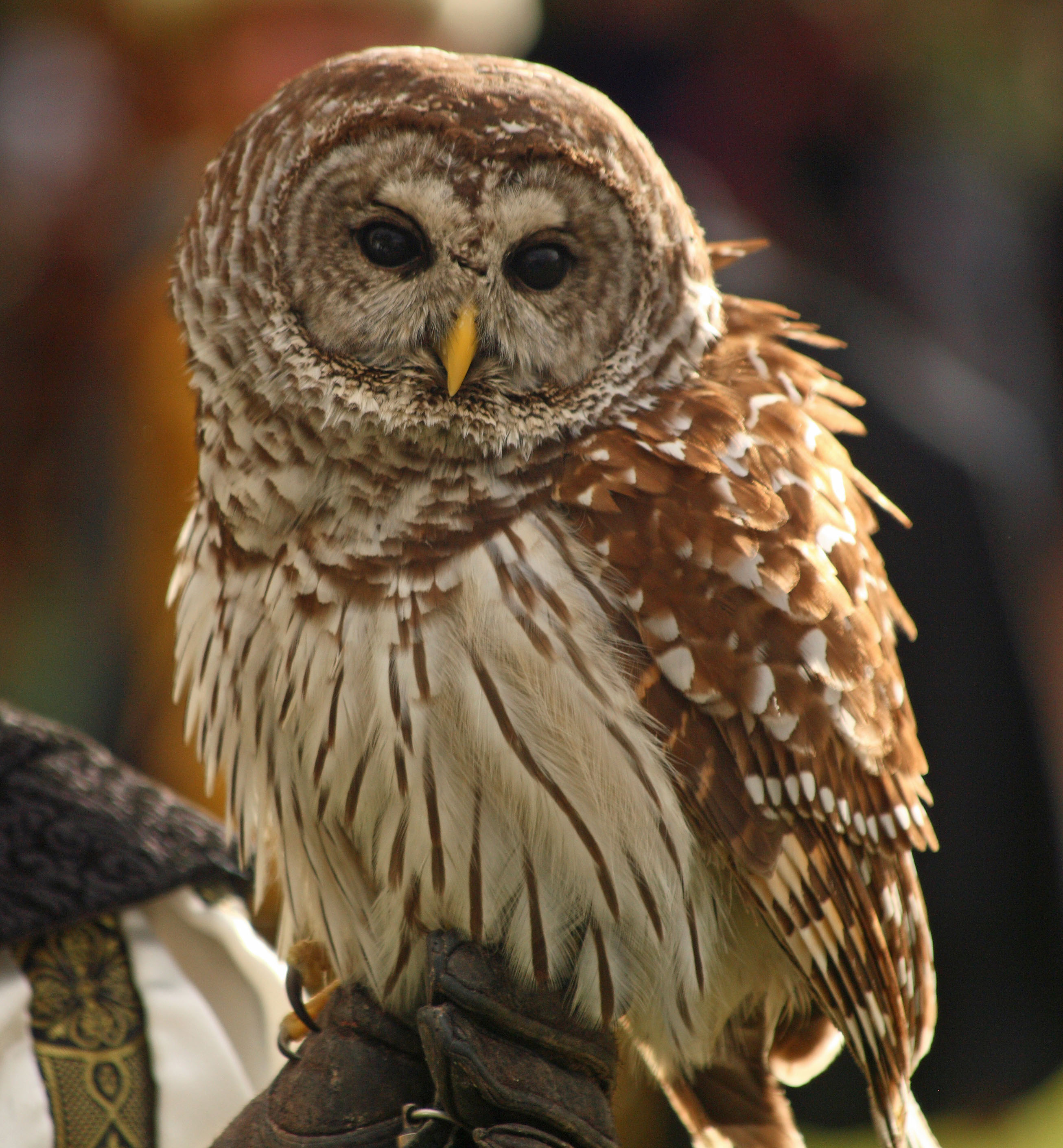
Strix varia, Arizona, USA

L'esemplare adulto è lungo 44 centimetri e possiede un'apertura alare di 112 centimetri. Il piumaggio del volto è di colore pallido, con anelli scuri intorno agli occhi, il becco è giallo ed il colore degli occhi varia dal giallo marrone. Gli esemplari che popolano la parte orientale degli Stati Uniti hanno gli occhi marroni; tutti gli altri hanno gli occhi gialli. La testa è rotonda e priva di ciuffi auricolari, a differenza del Gufo di palude. Le piume del dorso sono caratterizzate da chiazze di colore grigio-marrone. Le piume del ventre sono di colore chiaro con delle striature longitudinali mentre quelle del petto presentano striature orizzontali. Le gambe ed i piedi sono coperti di piume fino agli artigli.

## Distribuzione e habitat
La specie è diffusa in Canada, Stati Uniti orientali e America Centrale. Negli ultimi anni si è diffusa anche negli Stati Uniti occidentali.
Il suo habitat naturale di riproduzione è rappresentato dai boschi fitti. Recenti studi hanno dimostrato che un habitat ideale è rappresentato dai quartieri suburbani. Utilizzando dei trasmettitori, gli scienziati hanno scoperto che le popolazioni della specie aumentavano più velocemente nelle periferie urbane piuttosto che nella foresta. Il pericolo principale per l'allocco barrato in ambiente suburbano è rappresentato dalle automobili. La prole presenta un elevato tasso di mortalità a causa dell'impatto con le automobili e delle malattie.

## Biologia

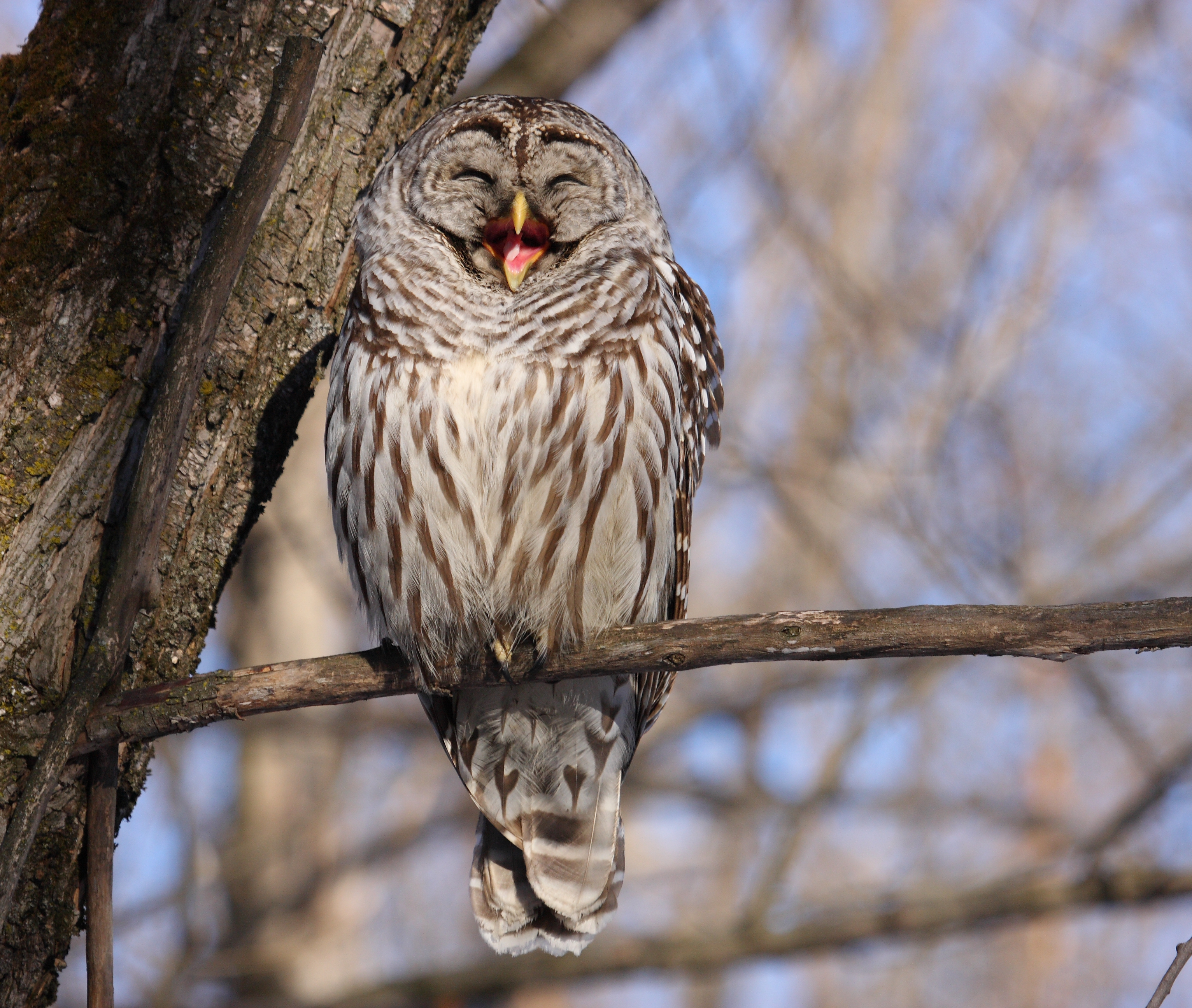
Strix varia che sbadiglia, Canada

### Voce
Il verso è costituito da una serie di otto fischi accentati che terminano in oo-aw, di intensità decrescente alla fine. Si può udire questo verso in tutte le stagioni. Quando è agitato emette un sibilo stridente. Il verso si sente spesso durante la notte ma gli uccelli comunicano tra di loro anche durante il giorno.

### Cibo ed alimentazione
La dieta dell'allocco barrato consiste principalmente di topi di varie specie, ma si nutre anche di conigli, scoiattoli, volpi, opossum ma anche uccelli come il gallo cedrone, i falchi ed i colombi. Talvolta si tuffa in acqua per catturare pesci o tartarughe.
L'allocco barrato caccia durante la notte attendendo le prede su un trespolo alto o volando attraverso il bosco e piombando improvvisamente sulla preda. La caccia si svolge, in genere, all'alba o al tramonto anche se può cacciare nelle giornate nuvolose. Può volare anche in pieno giorno, quando viene disturbato. Dei gufi del Nord America è la specie più attiva durante il giorno, specialmente durante l'allevamento dei pulcini.

### Riproduzione
Il nido è spesso costruito nelle cavità degli alberi, ma possono anche essere occupati vecchi siti di nidificazione utilizzati da corvi o scoiattoli. Si tratta di un residente permanente, ma può vagare dopo la stagione di nidificazione. Se un sito nido si è dimostrato sicuro in passato viene spesso riutilizzato. Negli Stati Uniti le uova vengono deposte dai primi di gennaio nel sud della Florida a metà aprile, nel nord del Maine. Ogni deposizione è composta da 2 a 4 uova che vengono covate dalla femmina fino alla schiusa che avviene dopo circa quattro settimane. I giovani allocchi possono volare quattro o cinque settimane dopo la schiusa.

### Spostamenti
L'allocco barrato può essere in parte responsabile della recente diminuzione degli esemplari di Strix occidentalis caurina, originario dello Stato di Washington, dell'Oregon e della California. Dal 1960 l'allocco barrato sta espandendo il proprio areale verso l'ovest Stati Uniti, forse anche a causa della presenza dell'uomo che ha creato nuovi habitat ideali per la specie. Quando le due specie condividono lo stesso habitat, l'allocco barrato è generalmente più aggressivo ed entra in competizione con Strix occidentalis caurina, con la conseguente diminuzione delle popolazioni native di questi ultimi. Sono anche noti alcuni casi di incrocio tra le due specie.
Il 5 aprile 2007 funzionari della Casa Bianca hanno annunciato la presentazione di una proposta presentata dal Fish and Wildlife Service secondo la quale sarebbe stata richiesta l'istituzione di 18 siti, nel territorio dello Strix occidentalis caurina ed al fine di tutelarlo, per l'abbattimento, in ogni sito, di 12-32 esemplari di allocco barrato.

## Status e conservazione
La specie, secondo la IUCN Red List, è abbondante e diffusa e non corre, attualmente, nessun rischio.